# Geonoma longivaginata
Geonoma longivaginata är en enhjärtbladig växtart som beskrevs av Hermann Wendland och Richard Spruce. Geonoma longivaginata ingår i släktet Geonoma och familjen Arecaceae. Inga underarter finns listade i Catalogue of Life.